# Cephalic Carnage
Cephalic Carnage est un groupe de deathgrind américain, originaire de Denver, dans le Colorado. Formé en 1992, le groupe compte six albums studio et tourne notamment en Amérique du Nord, en Europe et au Japon. Le groupe mélange les nombreux genres de metal sur ses albums, comme le doom metal, le sludge metal, le metal progressif, etc. Leur genre principal restant le grindcore et ses dérivés. Le groupe parodie aussi certains genres sur ses albums, comme le metalcore avec le morceau Dying Will Be the Death of Me ou le black metal avec le morceau Aeyeuchg!. Le groupe considère que son style de musique est de l'hydrogrind.

## Biographie

### Conforming to AbnormalityetExploiting Dysfunction(1992–2001)
Cephalic Carnage est formé à Denver, dans le Colorado, en 1992 par le chanteur Lenzig Leal et le guitariste Zac Joe. Le duo enregistre un EP démo intitulé Scrape My Lungs en 1993, mais se met ensuite en pause jusqu'en 1996, année durant laquelle ils recrutent le batteur John Merryman, le guitariste Steve Goldberg et le bassiste Doug Williams,. Merryman collabore aussi avec Secret Chiefs 3. Peu après leur reformation, leur deuxième EP démo Fortuitous Oddity est publié. En 1997, Cephalic Carnage finance sa propre tournée aux États-Unis,.
En 1998, le groupe attire l'attention du label italien Headfucker Records, qui publie leur premier album Conforming to Abnormality cette même année. Williams part en 1999 et se joint à Origin. Il est remplacé par Jawsh Mullen, et le groupe tourne au Milwaukee Metalfest en 1998, au Dallas Grindfest, à l'Ohio Deathfest et au Denver Hatefest en 1999,. En 2000, Cephalic Carnage signe au label de heavy metal américain Relapse Records et publie son deuxième album, Exploiting Dysfunction, qui comprend une tournée avec Napalm Death et The Dillinger Escape Plan,.

### Lucid IntervaletAnomalies(2002–2006)
Lucid Interval, le troisième album du groupe, est enregistré au début de 2002 et publié en août la même année,. Le groupe tourne un mois plus tard au Canada puis aux États-Unis avec les groupes de thrash metal Kreator et Destruction,. En mai 2003, le groupe entreprend la tournée North American Contamination avec Mastodon, entre autres. En septembre la même année, Cephalic Carnage et Madball jouent en soutien à Hatebreed à la tournée nord-américaine Rise of Brutality.
En septembre 2004, le groupe enregistre son nouvel album, Anomalies, avec le producteur Dave Otero. Darren Doane réalise une vidéo promotionnelle pour la chanson Dying Will Be the Death of Me, qui sera diffusé à l'émission Headbanger's Ball par MTV2. La chanson parodie le metalcore américain, sa musique, ses paroles et son style vocal. En mars 2005, Anomalies est publié, et le groupe tourne à nouveau en Amérique du Nord.
Mullen quitt le groupe en janvier 2006 pour faire passer en avant ses études et d'autres projets parallèles, qui est peu après remplacé par Nick Schendzielos. En mars, les bandes audio du groupe ont été volées,. Ils jouent plusieurs concerts en avril aux États-Unis, puis en Europe en juin avec Darkest Hour.

### Xenosapien(2007–2009)
Le groupe enregistre son nouvel album entre novembre et décembre 2006, et sa publication est annoncée pour mai 2007 sous le titre Xenosapien. En mars 2007, le groupe joue en soutien à Brujeria à leurs dates de tournées américaines, puis se lance dans sa tournée Xenosapien World Tour qui débute en Europe continentale le 4 mai, continue au Royaume-Uni et en Irlande en mai,, et se termine au Summer Slaughter (surnommé Summer’s Laughter par le groupe) à travers les États-Unis aux côtés notamment de Decapitated,. Le groupe filme aussi un clip pour la chanson Endless Cycle of Violence. Le 20 novembre 2007, le van du groupe est cambriolé. Leurs « récentes recettes de leur tournée (approximativement 4 000 $), un ordinateur portable, et 2 000 $ d'objets, iPod et autres objets personnels » ont été volés.
Cephalic Carnage réédite Conforming to Abnormality chez Relapse Records le 29 avril 2008. Cephalic Carnage participe à une mini-tournée japonaise en mai 2009, jouant à Osaka, Nagoya et Tokyo. En juin 2009, la participation de Cephalic Carnage, et celle de Cattle Decapitation et Withered, au Blackenedfest est annulée à cause de problèmes d'organisation leur permettant ainsi d'« écrire un prochain album (...) et de terminer la construction de notre stand de poutine, où l'on pourra servir des œufs de girafe frits et cuisiner des spécialités franco-canadiennes. » En octobre 2009, le groupe publie le clip de la chanson Vaporized et annonce un DVD live intitulé Live At Your Mom's House.

### Misled by Certainty(depuis 2010)
Cephalic Carnage se lance dans un nouvel album, Misled by Certainty, en mai 2010. Il est publié le 31 août 2010 par Relapse Records. Ils rééditent Lucid Interval le 13 septembre 2011.

## Membres

### Membres actuels
- Lenzig Leal – chant (depuis 1992)
- John Merryman – batterie (depuis 1996)
- Steve Goldberg – guitare (depuis 1996)
- Nick Schendzielos – basse, chœurs (depuis 2006)[21]
- Brian Hopp – guitare (depuis 2010)

### Anciens membres
- Zac Joe - guitare (1992-2010)
- Doug Williams - basse (1996-1998)
- Jawsh Mullen - basse, chœurs (1999-2006)

## Discographie

### Albums studio
- 1998 : Conforming to Abnormality
- 2000 : Exploiting Dysfunction
- 2002 : Lucid Interval
- 2005 : Anomalies
- 2007 : Xenosapien
- 2010 : Misled by Certainty

### Démos
- 1994 : Scrape My Lungs
- 1996 : Fortuitous Oddity
- 1997 : Promo 1997

### EPs
- 2002 : Halls of Amenti
- 2005 : Digital Carnage

### Splits
- 1994 : Cephalic Carnage/Deprayved
- 1998 : Cephalic Carnage/Adnauseam
- 1999 : Impaled/Cephalic Carnage
- 2002 : Perversion... and the Guilt After/Version 5.Obese (avec Anal Blast)
- 2008 : HF Seveninches Collection Vol. 1 (avec Exhumed, Impaled et Retaliation)
- 2009 : Double Impact (avec Rise Above)